# Копігольд
Копігольд (англ. copyhold — тримання по копії, від copy — копія і hold — тримання) — форма  феодальної залежності селян від дворян, при якій безземельні селяни були змушені орендувати наділи для прохарчування. Основна форма феодально-залежного селянського утримання в Англії в пізньому середньовіччі і на початку нового часу.
Копігольд виник з тримання кріпаків (вілланів) на рубежі XIV-XV століть і одержав загальне поширення в XV столітті. Допуск до одержання копігольду селяни отримували зазвичай в маноріальній курії, де після сплати грошового внеску (вступного файну) і принесення присяги лорду, копігольдеру видавалася копія — виписка з протоколу (звідси назва), що фіксувала розміри  ренти і ділянки, а також термін тримання . Копігольд відбивав процес звільнення вілланів від кріпацтва, фактичне і юридичне зміцнення селянського господарства, заміну довільної влади лорда правовими відношеннями. Разом з тим, його власники (копігольдери) не мали правового захисту з боку судів  загального права (згідно з юридичною традицією, суди загального права до початку XVI століття розбирали лише скарги вільних власників) розпорядження наділом, несли значні повинності на користь лорда. 
У ході розпочатого в XVI столітті аграрного перевороту відбувалося масове збезземелення копігольдерів (див. Обгородження). У долі копігольдерів найбільшою мірою відбилися інтенсивність і наслідки  капіталістичної перебудови в селі, зазначеної специфічними рисами у кожному з регіонів Англії.